# Bacchisa nigrosternalis
Bacchisa nigrosternalis är en skalbaggsart som beskrevs av Stefan von Breuning 1956. Bacchisa nigrosternalis ingår i släktet Bacchisa och familjen långhorningar. Inga underarter finns listade.